# Patri Guijarro
Patrícia "Patri" Patrícia Gutiérrez (pronúncia espanhola: [paˈtɾiθja ɣiˈxaro]; Palma de Maiorca, 17 de maio de 1998) é uma futebolista espanhola, que joga como meio-campista. Atualmente defende o Barcelona.
Guijarro desempenhou um papel importante no mais recente sucesso da seleção juvenil espanhola, fazendo contribuições importantes para as seleções sub-17, sub-19 e sub-20. Mais notavelmente, ela recebeu a Bola de Ouro e a Chuteira de Ouro na Copa do Mundo Feminino Sub-20 de 2018, quando a Espanha terminou em segundo lugar. Além disso, após a sua transferência do UD Collerense para o Barcelona Feminino em 2015, ela obteve sucesso nacional e europeu com o clube. Guijarro fez parte da equipe do Barcelona que alcançou sua primeira final da Liga dos Campeões Feminina da UEFA em 2019, além de ser parte integrante da equipe do Barcelona que venceu a Liga dos Campeões da UEFA Feminino de 2020–21. Ela marcou dois gols na final da Liga dos Campeões da UEFA Feminino de 2022–23, ao conquistar seu segundo título da Liga dos Campeões Feminina da UEFA com o Barcelona. Suas atuações nas seleções juvenis e seniores da Espanha e no Barcelona a tornaram amplamente considerada uma das melhores meio-campistas do mundo.

## Vida pregressa
Patricia Patrícia nasceu em 17 de maio de 1998, em Palma, capital da ilha de Maiorca, na Espanha. Ela conta que nasceu em uma “família do futebol” e compartilhou com os pais o interesse pelo esporte desde muito jovem. Ela começou a jogar futebol aos sete anos, por influência do pai. O primeiro clube em que jogou foi o CF Patronato, da sua cidade natal.

## Carreira no clube

### Collerense
Aos quatorze anos, Patrícia foi convocada para jogar nas categorias de base do time do UD Collerense, depois de não poder mais jogar com meninos.
Foi promovida ao time titular do Collerense com apenas quinze anos. Em partida contra o Barcelona, ela chamou a atenção do então técnico do Barcelona, Xavi Llorens, que a contratou no verão seguinte.

### Barcelona

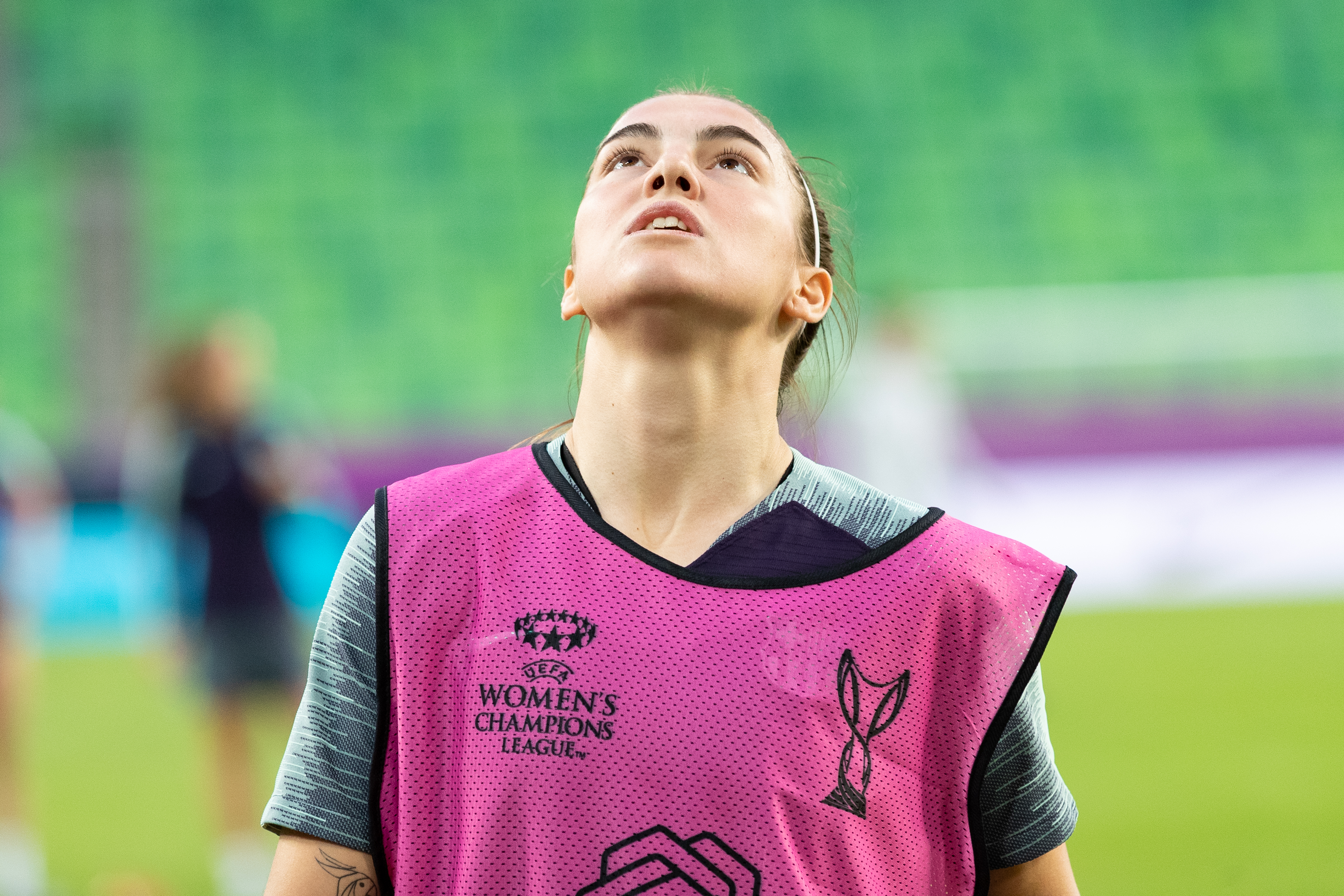
Patrícia aquecendo com o Barcelona antes da final da UEFA Women's Champions League 2019.

A transferência de Patrícia para o FC Barcelona foi finalizada em junho de 2015 com um contrato de três anos.
No início da temporada 2017–18, ela marcou na vitória por 3 a 0 da Copa Catalunya contra o Espanyol, conquistando seu terceiro troféu da Copa Catalunya. Na semifinal da Liga dos Campeões Feminina de 2017-18, ela marcou seu primeiro gol na UWCL fora de casa, em Lyon, que ajudou a manter o Barcelona na eliminatória. No jogo em casa, porém, o Barcelona foi vítima de um chute de Eugénie Le Sommer (que Patrícia quase derrubou da linha do gol) e foi eliminado nas quartas de final para o eventual vencedor do torneio. Ela disputou todas as partidas do Barcelona na Copa de la Reina 2018, incluindo a semifinal que foi para os pênaltis. Ela converteu com sucesso o pênalti quando o Barcelona avançou para a sétima final da Copa de la Reina. Ela foi titular na final contra o Atlético de Madrid, que foi para a prorrogação e foi resgatada por um gol de Mariona Caldentey aos 122 minutos que lhe rendeu seu segundo título da Copa de la Reina.
Durante grande parte da temporada 2018-2019, Patrícia ficou afastada dos gramados devido a uma lesão de cisto ganglionar no pé direito que durou quase 5 meses e exigiu duas operações. Ela recebeu alta horas antes da final da Liga dos Campeões de 2019, mas não participou da derrota do Barcelona por 4 a 1 para o Lyon naquele dia.
No início da temporada 2019-2020, ela recebeu a capitania do time pela primeira vez. Em fevereiro de 2020, disputou a primeira edição da Supercopa de España Femenina, e foi a primeira jogadora do Barcelona a marcar nas semifinais contra o Atlético Madrid com um voleio de fora da área. Ela começou a final contra o Real Sociedad, uma vitória por 1–10 que rendeu ao Barcelona e Patrícia seu primeiro troféu da Supercopa de España Femenina.
No primeiro jogo da temporada 2020-21 do Barcelona na liga, ela marcou o primeiro gol em uma partida contra o Real Madrid Femenino, tornando-se a primeira artilheira da versão feminina do El Clásico. Mais tarde naquela mesma temporada, Patrícia disputou a final da UEFA Women's Champions League de 2021, onde foi colocada fora de posição como zaga central direita porque a jogadora desta posição, Andrea Pereira, foi suspensa para a final. No dia 16 de maio de 2021, um dia antes de completar 23 anos, Patrícia foi titular e jogou todos os 90 minutos da partida, que terminou 4 a 0 a favor do Barcelona.

## Carreira internacional

### Juventude
Patrícia teve grande sucesso individual e coletivo nas camadas jovens.

### Espanha Sub-17
A primeira experiência internacional de Patrícia em torneios juvenis ocorreu quando ela tinha quinze anos, quando foi convocada para jogar pela Espanha no Campeonato da Europa de Sub-17 de 2013. Ela jogou todos os 90 minutos das duas partidas da Espanha nas finais. A primeira partida da final contra a Suécia foi para os pênaltis e, apesar da conversão do pênalti, a Espanha perdeu nos pênaltis por 4–5. Eles obtiveram alguma compensação, entretanto, ao derrotar a Bélgica por 4 a 0 na partida seguinte. Patrícia marcou o terceiro gol da Espanha na partida, ao ser eliminada como terceira colocada.
Meses depois, em novembro, Patrícia fez parte da seleção espanhola no Campeonato Europeu Sub-17 de 2014 . Ela iniciou seu torneio com uma vitória contra a então campeã mundial França, marcando um gol de escanteio para fazer o placar de 2 a 0. Uma goleada por 4 a 0 sobre a Alemanha colocou-as na liderança do grupo e os encontrou enfrentando a Inglaterra nas semifinais, partida que venceram por 2 a 0. Ela arrancou sangue pela primeira vez na final contra a Alemanha, marcando aos nove minutos com um chute de fora da área. A Alemanha marcou um gol no final da partida e permaneceu empatada na prorrogação, terminando nos pênaltis. Ela marcou o primeiro e único pênalti da Espanha na vingança da Alemanha pela derrota na fase de grupos, derrotando-as por 3 a 1 nos pênaltis.
Em abril do ano seguinte, participou da Copa do Mundo Sub-17 de 2014. Os dois gols de Patrícia no torneio aconteceram nas quartas de final contra a Nigéria, um dos quais foi um pênalti e o outro um chute à queima-roupa de uma bola perdida. Ela ganhou o prêmio de melhor jogadora em campo quando a Espanha avançou para as semifinais. A Espanha venceu a semifinal contra a Itália para chegar à sua primeira final da Copa do Mundo Sub-17, mas foi derrotada pelo Japão por 2 a 0, com a Espanha terminando em segundo lugar em torneios Sub-17 consecutivos.
O Campeonato da Europa Sub-17 de 2015 foi o seu último torneio como jogadora Sub-17. Depois de duas vitórias na fase de grupos e um empate, a Espanha terminou à frente da Alemanha e enfrentou a França mais uma vez nas oitavas de final. Pela terceira vez consecutiva em torneios Sub-17 da UEFA, a Espanha enfrentou uma disputa de pênaltis. Ao contrário das outras vezes, porém, tiveram sucesso, com a única falha da Espanha nas cinco cobranças sendo de Patrícia, que acertou no poste. Ela começou a final onde a Espanha venceu por 5–2 contra a Suíça, seu primeiro título internacional. Ela foi selecionada novamente para a Equipe do Torneio.

### Espanha Sub-19
No Campeonato Europeu Sub-19 de 2016, ela jogou todos os minutos das vitórias da fase de grupos contra a Alemanha e a Áustria, enquanto a Espanha varria o Grupo B e avançou para vencer por 4–3 contra a Holanda na semifinal. Contra a França, na final, a Espanha fez muitas tentativas de gol e, em um último esforço para garantir a recuperação, errou um chute de escanteio que foi defendido após mais dois chutes da Espanha. A Espanha foi vice-campeã, já que Patrícia jogou todos os minutos de todas as partidas em que disputou e foi nomeada para a equipe do torneio.
O primeiro jogo da Espanha no Campeonato da Europa de Sub-19 de 2017 foi uma vitória sobre a Irlanda do Norte. O primeiro gol de Patrícia no torneio veio aos 53 minutos, em um chute de longa distância. Após a derrota para a Alemanha, a Espanha enfrentaria a Escócia, que tinha 3 pontos e 1 ponto, respectivamente, o que significava que quem vencesse a partida passaria para a próxima fase e se classificaria automaticamente para a Copa do Mundo Sub-20 de 2018. Ela marcou o gol da vitória (seu segundo gol no torneio), permitindo que a Espanha terminasse em segundo lugar na tabela com 6 pontos e avançasse para as eliminatórias.
Nas semifinais contra a Holanda, ela deu uma assistência para Maite Oroz que colocou a Espanha em vantagem por 2–1. Patrícia marcou o terceiro gol da vitória aos 77 minutos, garantindo a viagem da Espanha à quarta final consecutiva do EURO Sub-19, mesmo depois de ter sofrido novamente aos 85 minutos. Na final do torneio, ela respondeu ao primeiro gol da França com um chute na área, cobrado de escanteio. À medida que a partida avançava, o placar foi para 2 a 2 até os 89 minutos, quando ela marcou a terceira vitória do torneio com um gol de cabeça na cobrança de falta de Carmen Menayo. Com esse gol, a Espanha pôs fim à série de três derrotas consecutivas em finais do EURO Sub-19 e conquistou o seu primeiro título do EURO Sub-19 desde 2004. Ela recebeu a Bola de Ouro como a melhor jogadora do torneio, a Chuteira de Ouro como a maior pontuadora do torneio e foi nomeada para a Equipe do Torneio.

### Espanha Sub20
A Espanha teve uma campanha relativamente malsucedida na Copa do Mundo Sub-20 de 2016 . O primeiro e único gol de Patrícia no torneio veio na vitória por 5 a 0 sobre o Canadá, na qual ela também deu assistência a um gol de Lucía García nos acréscimos. Ela então começou com uma vitória contra o Japão e descansou na derrota contra a Nigéria. No final da fase de grupos, a Espanha ocupava o segundo lugar na tabela, avançando para as eliminatórias. Eles foram eliminados na derrota por 3-2 contra a Coreia do Norte nas quartas de final.
Patrícia foi nomeada vice-capitã da Copa do Mundo Sub-20 de 2018. Ela começou o torneio marcando três gols contra o Paraguai na primeira partida da fase de grupos. Ela marcou novamente na fase de grupos contra os Estados Unidos em uma partida que terminou empatada em 2 a 2, eliminando efetivamente os Estados Unidos na fase de grupos pela primeira vez em um torneio Sub-20.
Nas quartas de final, a Espanha enfrentou a Nigéria, vice-campeã do Grupo D, e Patrícia marcou mais um gol da vitória pouco antes do intervalo. Com a vitória, a Espanha chegou às semifinais de uma Copa do Mundo Sub-20 pela primeira vez. A Espanha enfrentou a vice-campeã do torneio anterior, a França, na rodada seguinte. Ela marcou de cabeça (seu sexto gol no torneio na semifinal), que a levou à liderança na corrida Chuteira de Ouro. Seu gol foi o único da eliminatória e a Espanha avançou para sua primeira final de Copa do Mundo Feminina Sub-20 com uma vitória por 1-0. A Espanha perdeu a capitã Aitana Bonmatí por suspensão contra a França, então Patrícia começou como capitã na final contra o Japão. Apesar de muitas tentativas de gol, ela ficou sem gols na final contra o Japão, quando a Espanha caiu por 1–3.
Antes da final, a atacante inglesa Georgia Stanway empatou com seis gols na partida pelo terceiro lugar contra a França. Ambas terminaram o torneio com seis gols e ela dividiu o título de artilheira com Stanway, mas Patrícia ganhou a Chuteira de Ouro ao registrar mais três assistências. Ela também recebeu a Bola de Ouro e foi nomeada para a Equipe do Torneio. O torneio foi sua última experiência internacional juvenil, durante a transição para uma seleção sênior completa entre 2018 e 2019. Em 2019, ela continua sendo a maior artilheira da Espanha na seleção feminina sub-20, com sete gols.

### Sênior

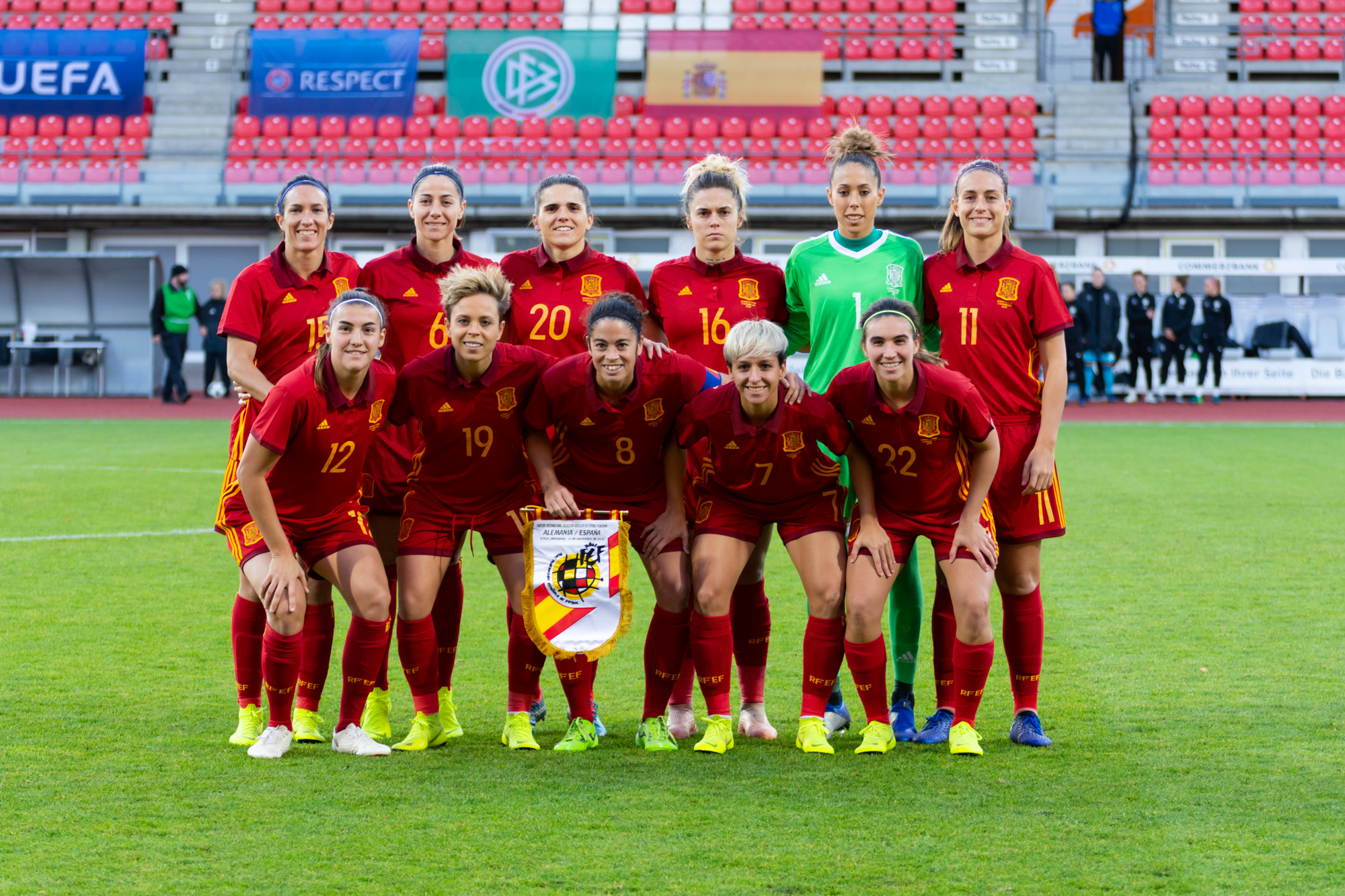
Patrícia (segunda fila, à esquerda) com a seleção espanhola de futebol feminino em 2018.

A sua primeira internacionalização e estreia pela selecção principal ocorreu num empate sem gols frente à Islândia na Algarve Cup 2017. Esta foi a última partida da fase de grupos, e seu saldo de pontos e gols as colocou na disputa pela primeira colocação contra o Canadá. Ela substituiu Mapi León no final da partida para ajudar a manter a vantagem de 1-0. Esta vitória valeu a Patrícia e à Espanha o primeiro título internacional sênior.
Ela jogou todas as partidas pela Espanha nas eliminatórias para a Copa do Mundo de 2019, onde marcou dois gols. Seu primeiro gol internacional sênior foi uma vitória aos 91 minutos, em uma partida de qualificação contra a Sérvia, mantendo-os no topo do grupo de qualificação. Seu segundo gol internacional veio contra a Áustria quatro dias depois, em uma vitória por 4-0. A Espanha venceu todas as partidas de qualificação e foi a primeira seleção europeia a se classificar para o torneio, além da anfitriã França.
Em 2018, Patrícia havia se estabelecido como titular regular da seleção espanhola. Na Copa do Chipre de 2018, ela disputou duas partidas da fase de grupos da Espanha - duas vitórias contra a Áustria e a República Tcheca. Sete pontos e +3 gols de diferença no final da fase de grupos significaram que a Espanha enfrentaria a Itália na final do torneio. Aos 80 minutos da final, ela acertou o chute de escanteio para marcar o segundo gol da Espanha. A vitória da Espanha por 2 a 0 foi o primeiro título da Espanha na Copa do Chipre e o segundo título de Patrícia com a seleção principal da Espanha.
Ela foi chamada para a seleção espanhola para a Copa do Mundo de 2019 dias depois de receber alta devido a uma lesão de longa duração no pé direito. Ela ficou de fora da primeira partida contra a África do Sul por precaução devido à lesão recentemente curada. Ela fez sua estreia na Copa do Mundo na partida seguinte, um confronto da fase de grupos contra a potência europeia Alemanha, substituindo Silvia Meseguer aos 65 minutos. Ela então começou e jogou todos os 90 minutos das próximas duas partidas da Espanha - um empate na última partida da fase de grupos contra a China e a primeira partida eliminatória da Espanha em uma Copa do Mundo contra os Estados Unidos. Espanha e Patrícia perderam nas oitavas de final para os eventuais vencedores do torneio, apesar de terem apresentado um desempenho bem disputado.
Ela foi uma das Las 15, um grupo de jogadoras que se tornaram indisponíveis para a seleção internacional em setembro de 2022 devido à insatisfação com o técnico Jorge Vilda, e entre as dezenas que não participaram 11 meses depois, quando a Espanha conquistou a Copa do Mundo.

## Estilo de jogo
Patrícia descreve seu estilo de jogo pela Espanha de forma diferente de seu estilo de jogo no Barcelona. No Barcelona ela “tem um papel mais defensivo”, enquanto pela Espanha joga em uma posição “interior com um papel mais avançado”. Ela se considera uma jogadora ofensiva.
Em vários perfis de jogadores e entrevistas, a FIFA descreveu seu tipo de jogo como "uma meio-campista criativa que cobre muito terreno e chega à área adversária". Eles também a descreveram como uma meio-campista box-to-box que "pode iniciar movimentos, jogar a bola final e criar chances sozinha".
A companheira de times, Aitana Bonmatí, descreve-a como "trazendo muito equilíbrio à equipe", "capaz de desempenhar um papel mais avançado ao fazer corridas para a área" e com um grande remate. Outras companheiras de equipe, como Eva Navarro, a chamam de “uma jogadora versátil perfeita”.

## Vida pessoal
Sua ídola é a companheira de seleção da Espanha e também nativa das Ilhas Baleares, Virginia Torrecilla. Ela também citou Andrés Iniesta como ídolo.
Ela foi a primeira garota em La Masia a fazer o A Levels e atualmente está estudando fisioterapia.

## Estatísticas de carreira

### Clubes
- Atualizado até matches played 2 April 2023 [72]

| Clube             | Temporada         | Liga              | Liga  | Liga  | Copa nacional | Copa nacional | Continental | Continental | Outro | Outro | Total | Total |
| Clube             | Temporada         | Divisão           | Jogos | Metas | Jogos         | Metas         | Jogos       | Metas       | Jogos | Metas | Jogos | Metas |
| ----------------- | ----------------- | ----------------- | ----- | ----- | ------------- | ------------- | ----------- | ----------- | ----- | ----- | ----- | ----- |
| Barcelona         | 2015–16           | Primeira Divisão  | -     | -     | -             | -             | 5           | 0           | -     | -     | 5     | 0     |
| Barcelona         | 2016–17           | Primeira Divisão  | -     | -     | -             | -             | 5           | 0           | -     | -     | 5     | 0     |
| Barcelona         | 2017–18           | Primeira Divisão  | 25    | 9     | 4             | 0             | 6           | 1           | -     | -     | 35    | 10    |
| Barcelona         | 2018–19           | Primeira Divisão  | 14    | 4     | 1             | 0             | 3           | 2           | -     | -     | 18    | 6     |
| Barcelona         | 2019–20           | Primeira Divisão  | 18    | 2     | 4             | 1             | 5           | 1           | 2     | 1     | 29    | 5     |
| Barcelona         | 2020–21           | Primeira Divisão  | 29    | 8     | 3             | 1             | 7           | 0           | 1     | 0     | 40    | 9     |
| Barcelona         | 2021–22           | Primeira Divisão  | 25    | 4     | 3             | 0             | 8           | 0           | 2     | 0     | 38    | 4     |
| Barcelona         | 2022–23           | Primeira Divisão  | 23    | 2     | 0             | 0             | 7           | 2           | 2     | 0     | 32    | 4     |
| Barcelona         | Total             | Total             | 134   | 29    | 15            | 2             | 46          | 6           | 7     | 1     | 202   | 38    |
| Total de carreira | Total de carreira | Total de carreira | 134   | 29    | 15            | 2             | 46          | 6           | 7     | 1     | 202   | 38    |

### Internacional
| Patricia Guijarro – gols pela Espanha | Patricia Guijarro – gols pela Espanha | Patricia Guijarro – gols pela Espanha        | Patricia Guijarro – gols pela Espanha | Patricia Guijarro – gols pela Espanha | Patricia Guijarro – gols pela Espanha | Patricia Guijarro – gols pela Espanha     |
| n°                                    | Data                                  | Local                                        | Adversário                            | Placar                                | Resultado                             | Torneio                                   |
| ------------------------------------- | ------------------------------------- | -------------------------------------------- | ------------------------------------- | ------------------------------------- | ------------------------------------- | ----------------------------------------- |
| 1.                                    | 24 November 2017                      | Voždovac Stadium, Belgrade                   | Sérvia                                | 1–2                                   | 1–2                                   | 2019 FIFA Women's World Cup qualification |
| 2.                                    | 28 November 2017                      | Estadi de Son Moix, Palma de Mallorca        | Áustria                               | 2–0                                   | 4–0                                   | 2019 FIFA Women's World Cup qualification |
| 3.                                    | 7 March 2018                          | AEK Arena, Larnaca                           | Itália                                | 0-2                                   | 0–2                                   | 2018 Cyprus Women's Cup                   |
| 4.                                    | 4 October 2019                        | Estadio Riazor, A Coruña                     | Azerbaijão                            | 1–0                                   | 4–0                                   | UEFA Women's Euro 2022 qualifying         |
| 5.                                    | 19 September 2020                     | Zimbru Stadium, Chișinău                     | Moldávia                              | 0–8                                   | 0–9                                   | UEFA Women's Euro 2022 qualifying         |
| 6.                                    | 23 October 2020                       | Estadio de La Cartuja, Seville               | República Checa                       | 2–0                                   | 4–0                                   | UEFA Women's Euro 2022 qualifying         |
| 7.                                    | 27 November 2020                      | La Ciudad del Fútbol, Las Rozas de Madrid    | Moldávia                              | 8–0                                   | 10–0                                  | UEFA Women's Euro 2022 qualifying         |
| 8.                                    | 9 April 2021                          | Estadio Municipal de Marbella, Marbella      | Holanda                               | 1–0                                   | 1–0                                   | Friendly                                  |
| 9.                                    | 15 June 2021                          | Estadio Municipal de Santo Domingo, Alcorcón | Dinamarca                             | 2–0                                   | 3–0                                   | Friendly                                  |
| 10.                                   | 16 September 2021                     | Tórsvøllur, Tórshavn                         | Ilhas Faroé                           | 0–8                                   | 0–10                                  | 2023 FIFA Women's World Cup qualification |

## Títulos
Barcelona
- Campeonato Espanhol Feminino: 2019–20, 2020–21, 2021–22, 2022–23, 2023–24
- Liga dos Campeões Feminina da UEFA: 2020–21,[73] 2022–23,[74] 2023–24[75]
- Copa de la Reina: 2017, 2018, 2019–20, 2020–21, 2022–23, 2023–24
- Supercopa da Espanha Feminino: 2019–20, 2021–22, 2022–23, 2023–24
- Copa Cataluña Feminino: 2015, 2016, 2017, 2018, 2019

Seleção Espanhola
- Campeonato Europeu Feminino Sub-17: 2015
- Algarve Cup: 2017
- Cyprus Cup: 2018

### Prêmios Individuais
- Bola de Ouro do Campeonato Europeu Feminino Sub-19: 2017
- Chuteira de Ouro do Campeonato Europeu Feminino Sub-19: 2017
- Bola de Ouro da Copa do Mundo FIFA Feminino Sub-20: 2018
- Chuteira de Ouro da Copa do Mundo FIFA Feminino Sub-20: 2018
- Seleção da Temporada da Liga dos Campeões Feminino da UEFA: 2020–21, 2022–23, 2023–24[76]
- Melhor jogadora da final da Liga dos Campeões Feminino da UEFA: 2022–23
- Seleção do Ano da FIFA: 2024[77]

### Prêmios e reconhecimento
Em 2018, Patrícia entrou na lista anual do The Guardian das 100 melhores jogadoras de futebol feminino, ficando em 68º lugar. Eles a descreveram como uma das melhores meio-campistas do mundo.